# Warrel Dane
Warrel Dane (născut Warrel G. Baker la 7 martie 1961 – d. 13 decembrie 2017) a fost un muzician american care a fost cântărețul solo al formațiilor americane de heavy metal Sanctuary și  Nevermore.
În afară de colaborarea de durată cu Sanctuary și Nevermore, Dane a mai colaborat vocal, în mod decisiv, la diferite albume muzicale cu grupurile muzicale Serpent's Knight, Behemoth și Shaded Enmity, realizând și două proiecte personale, albumul solo antum Praises to the War Machine (în 2008) și cel postum Shadow Work (în 2018).
Deși prin vocea sa naturală era un bariton natural, acoperind cinci octave, Dane a fost de asemenea cunoscut datorită performanțele sale vocale din registrele înalte, cântând în regim de contratenor când a activat cu formația Serpent's Knight, respectiv în primele două albume înregistrate cu trupa Sanctuary.
Ulterior în carieră, atât cu trupa Sanctuary și mai apoi cu trupa Nevermore, Dane a revenit la registrul său natural de bariton, devenind mult mai cunoscut pentru vocea sa distinct dramatică și gravă.

## Carieră muzicală
Dane a studiat cinci ani pentru a deveni cântăreț profesionist de operă, utilizând atunci și apoi abilitățile sale extraordinare de a acoperi cinci octave. În timp ce sunetele sale înalte sunt mai accentuate în primele albume cu Sanctuary, sunt cazuri când a folosit vocea sa de contratenor și cu trupa Nevermore. Albumul de revenire al trupei Sanctuary din 2014, intitulat The Year the Sun Died (în română, Anul în care soarele a murit) include acele pasaje cântate cu vocea sa de cea mai înaltă frecvență, în trei din cântecele albumului. De asemenea, Dane a fost vocea personajului Candynose Twinskins din comedia muzicală, în regim de operetă,  Metalocalypse prezentat pe canalul de televiziune american Adult Swim.
Primul album solo al lui Dane, Praises to the War Machine (în română, Laude mașinii de război)  a fost lansat pe 13 mai 2008, la casa de discuri Century Media Records. La momentul morții sale, lucra la cel de-al doilea album al său solo. Fusese gândit să fie foarte diferit față de primul său album solo. Astfel, Dane remarca, „Unele [piese] din acesta sunt brutal de heavy.” (conform, "Some of it is just brutally heavy").
În martie 2016, titlul viitorului album a fost anunțat a fi Shadow Work.  Data inițială a primei sesiuni de înregistrare a fost programată cândva în octombrie 2016.

## Influențe
Printre altele, Dane a fost influențat muzical de Judas Priest, Iron Maiden, Black Sabbath, Jefferson Airplane, Simon & Garfunkel, The Beatles și The Doors, în timp ce, din punct de vedere vocal, Ronnie James Dio, Rob Halford, George Strait și Bruce Dickinson au fost vocile care l-au inspirat cel mai mult pe muzician.

## Deces
La 13 decembrie 2017, în timp ce se afla la São Paulo, în Brazilia, lucrând la finalizarea celui de-al doilea album solo al său, Dane a suferit un atac de cord și a decedat la vârsta de 56 de ani. Chitaristul formației cu care Dane realiza al doilea proiect solo al său, Johnny Moraes a declarat, 
| “ | „A murit în timpul nopții. A avut un atac de cord. Era în apartamentul în care stătea pe durata înregistrării albumului ând s-a întâmplat. I-am făcut masaj cardiac în timp ce am chemat serviciu de urgență, [echipajul căruia] a ajuns foarte repede, dar când au ajuns, era deja decedat.” | ” |

| “ | "He died in the night. He had a heart attack. He was in the apartment where he stayed during the recording of the album when it happened. I gave him cardiac massage and we called the Mobile Emergency Care Service (SAMU), who came very fast, but when they arrived, he was already dead." | ” |

Moraes a declarat de asemenea că Dane avusesemultiple probleme de sănătate datorate unei lungi istori a consumului abuziv se alcool și al unui diabet netratat (Diabetes mellitus type 2.

## Importanța și legalitatea muzicianului
La data de 14 ianuarie 2018, la doar o lună după trecerea în neființă a lui Dane, regizorul de film brazilian
Daney Carvalho a lansat pe YouTube filmul său de debut de scurt metraj O Ano em que o Sol Morreu (Anul în care soarele a murit) o clară referire la albumul trupei Sanctuary The Year the Sun Died, album în care Dane interpretează vocal toate piesele, Filmul este o dramă și un tribut al lui Warrel Dane.
Filmul a fost inițial lansat în mai 2016, la un festival de film din Brazilian, dar regizorul și realizatorul filmului a dorit să facă filmul accesibil publicului larg după decesul muzicianului. Dane se întâlnise cu Carvalho în acel an, atunci când regizorul independent îl interveviase pe vocalist pentru un program local de televiziune. Conform afirmațiilor lui  Carvalho, Dane a avut ocazia să vadă filmul după post-producție și înaintea lansării sale oficiale, remarcând la terminarea vizionării că filmul era totodată "great" ... and .... "terrifying".

## Discografie

### Serpent's Knight
- Released From the Crypt (1983)
- Silent Knight...of Myth and Destiny (2010)(Disc one vocals)

### Sanctuary
- Refuge Denied (1988)
- Into the Mirror Black (1990)
- Into the Mirror Live (1991)
- The Year the Sun Died (2014)
- Inception (2017)

### Behemoth
- The Apostasy (2007, guest vocals)

### Solo
- Praises to the War Machine (2008)
- Shadow Work (2018)

### Shaded Enmity
- And Life Was Great.... (2013)

### Nevermore
- Nevermore (1995)
- In Memory (EP, 1996)
- The Politics of Ecstasy (1996)
- Dreaming Neon Black (1999)
- Dead Heart in a Dead World (2000)
- Enemies of Reality (2003, remixed/remastered in 2005)
- This Godless Endeavor (2005)
- The Year of the Voyager (2008)
- The Obsidian Conspiracy (2010)